# Дителлурид никеля
Дителлурид никеля — бинарное неорганическое соединение
никеля и теллура
с формулой NiTe2,
кристаллы.

## Получение
- В природе встречается редкий минерал мелонит — NiTe2-x[1].

- Сплавление стехиометрических количеств чистых веществ[2]:

{\displaystyle {\mathsf {Ni+2Te\ {\xrightarrow {1000^{o}C}}\ NiTe_{2}}}}

## Физические свойства
Дителлурид никеля образует парамагнитные кристаллы
тригональной сингонии,
пространственная группа P 3m1,
параметры ячейки a = 0,3861 нм, c = 0,5297 нм, Z = 1.